# 다이토 슌스케
다이토 슌스케(일본어: 大東駿介, 1986년 3월 13일~)는 일본의 배우, 탤런트. 소속사는 아틀란티스 캐스트이다. 오사카부 사카이시 출신이다.

## 출연작

### 드라마
| 순서 | 제목                                | 역할              | 방송일                            | 방송국             |
| ---- | ----------------------------------- | ----------------- | --------------------------------- | ------------------ |
| 1    | 노부타를 프로듀스                   | 타니구치 켄타     | 2005년 10월 15일~2005년 12월 17일 | NTV                |
| 2    | 일주일간의 사랑                     |                   | 2006년 1월 5일 -                  | TBS                |
| 3    | 조금은 보은이 되었을까              | 탁구부원          | 2006년 3월 22일~2006년 3월 22일   | TBS                |
| 4    | 펀치 라인                           | 사이토 카즈마     | 2006년                            | TBS                |
| 5    | 맛있는 프로포즈                     | 후지타 쇼         | 2006년 4월 23일~2006년 6월 25일   | TBS                |
| 6    | 안나씨의 콩                         | 카메다 유         | 2006년 10월 13일~2006년 12월 15일 | TV 아사히          |
| 7    | 철판소녀 아카네!!                   | 히카루            | 2006년 10월 15일~2006년 12월 10일 | TBS                |
| 8    | 비밀의 화원                         | 미우라            | 2007년 1월 9일~2007년 3월 20일    | 간사이 TV          |
| 9    | 퍼스트 키스                         | 하네무라 코지     | 2007년 7월 9일~2007년 9월 17일    | 후지 TV            |
| 10   | 교섭인~THE NEGOTIATOR~              | 이이즈카          | 2008년 1월 10일~2008년 2월 28일   | TV 아사히          |
| 11   | 엽기적인 그녀                       | 타카미            | 2008년 4월 20일~2008년 6월 29일   | TBS                |
| 12   | 시바토라~동안 형사 시바타 타케토라~ | 카와토 마나토     | 2008년 7월 8일~2008년 9월 16일    | 후지 TV            |
| 13   | 아름다운 그대에게~미남♂파라다이스~  | 사노 신           | 2008년 9월 18일~2009년 2월 12일   | 후지 TV            |
| 14   | LOVE17                              | 아즈키 신야       | 2008년 12월 28일~2008년 12월 28일 | 나고야 TV          |
| 15   | 러브 셔플                           | 타키가와 요지     | 2009년 1월 16일~2009년 3월 20일   | TBS                |
| 16   | RESCUE: 특별고도구조대              | 코히나타 츠요시   | 2009년 1월 24일~2009년 3월 21일   | TBS                |
| 17   | 트윈 스피카                         | 후츄야 신노스케   | 2009년 6월 18일~2009년 7월 30일   | NHK 종합           |
| 18   | TV 소설 웰카메                      | 야마다 카츠노신   | 2009년 9월 28일~2010년 3월 27일   | NHK 종합           |
| 19   | 셰이켄BABY! -Shakespeare Syndrome-  | 시마 에이타       | 2010년 1월 3일~2010년 1월 3일     | 후지 TV            |
| 20   | 텀블링                              | 키야마 류이치로   | 2010년 4월 17일~2010년 6월 26일   | TBS                |
| 21   | SP 드라마 신 미나미의 제왕          | 사카우에 류이치   | 2010년 9월 21일~2010년 9월 21일   | 간사이 TV, 후지 TV |
| 22   | SP 드라마 취업전선 이상있음         | 켄이치            | 2010년                            |                    |
| 23   | 유성                                | 후지요 마코토     | 2010년 10월 18일~2010년 12월 20일 | 후지 TV            |
| 24   | 무지개 저편에                       |                   | 2010년 11월 1일~2010년 11월 1일   | Bee TV             |
| 25   | 할아버지는 25살                     | 쿠리하라 켄스케   | 2010년 11월 15일~2010년 11월 25일 | TBS                |
| 26   | 연극 항구도시 순정 오델로           |                   | 2011년                            |                    |
| 27   | 레이디 ~ 최후의 범죄 프로파일링     | 나카노 마사토시   | 2011년 1월 7일~2011년 3월 25일    | TBS                |
| 28   | 오란고교 호스트부                   | 오오토리 교우야   | 2011년 7월 22일~2011년 9월 30일   | TBS                |
| 29   | 타이라노 키요모리                   | 타이라노 이에모리 | 2012년 1월 8일 -2012년 12월 23일  | NHK                |
| 30   | 드래곤 청년단                       | 카즈키            | 2012년 7월 17일~2012년 9월 25일   | TBS                |
| 31   | 기묘한 이야기 2012 가을 특별판      | 이토 카즈오       | 2012년 10월 6일~2012년 10월 6일   | 후지 TV            |
| 32   | 하이스쿨 가극단☆남조                | 마이바라 히로키   | 2012년 10월 6일~2012년 10월 6일   | TBS                |
| 33   | 언젠가 태양이 비추는 곳에           | 코모리야 타카유키 | 2013년 1월 8일 -                  | NHK                |
| 34   | 다마가와 구청 OF THE DEAD           | 카가와 쿄스케     | 2014년 11월 15일 -                | TV 도쿄            |

### 영화
| 순서 | 제목                                             | 역할                  | 개봉   |
| ---- | ------------------------------------------------ | --------------------- | ------ |
| 1    | 기시와다 소년불량배 차이나타운의 로미오와 줄리엣 |                       | 2007년 |
| 2    | 크로우즈ZERO                                     | 키리시마 히로미       | 2007년 |
| 3    | 리얼 술래잡기                                    | 사토 요               | 2008년 |
| 4    | 여행~발이 가는대로~                              | 마츠야마 치하루       | 2008년 |
| 5    | 울고 싶을 때 먹는 약                             | 유이치                | 2008년 |
| 6    | 크로우즈ZERO II                                  | 키리시마 히로미       | 2009년 |
| 7    | 부녀자 그녀                                      | 스와 히나타           | 2009년 |
| 8    | 여자이야기                                       | 타카                  | 2009년 |
| 9    | 역전 재판                                        | 이키노코기리 케이스케 | 2011년 |
| 10   | 극장판 테니스의 왕자 : 영국식 테니스성 결전      | 시우                  | 2011년 |
| 11   | 오란고교 호스트부                                | 오오토리 쿄우야       | 2012년 |
| 12   | 케시고무야 3D                                    |                       | 2012년 |
| 13   | HK 변태가면                                      |                       | 2013년 |
| 14   | 백설공주 살인사건                                |                       | 2014년 |

### PV
- GReeeeN~人 히토[*]
- Spontania feat. 이토 유나~今でもずっと 이마데모즛토[*]
- Sunya~遠恋歌 엔렌카[*]
- クリープハイプ~おやすみ泣き声、さよなら歌姫